# Захарова, Елена Игоревна
Еле́на И́горевна Заха́рова (род. 2 ноября 1975, Москва) — российская актриса театра и кино. Почётный деятель искусств города Москвы (2018).

## Биография
Родилась 2 ноября 1975 года в Москве в семье Игоря Михайловича и Натальи Георгиевны. Они жили рядом с парком Сокольники. С шести лет танцевала в эстрадно-хореографическом ансамбле «Буратино» при ДК АЗЛК. Затем в восемь лет мама отдала её в классический балет, но там она проучилась совсем мало.
На втором курсе Щукинского училища сыграла роль Вики в фильме Александра Александрова «Приют комедиантов». После окончания училища в 1997 году принята в Театр Луны под руководством Сергея Проханова.
В 2005 году участвовала в реалити-шоу «Империя», где, по её словам, научилась топить печку, прясть шерсть и доить корову. Ей особенно понравилась роль в сериале «Кадетство», и то что её утвердили без проб на роль Полины Сергеевны.
Активно снимается в кино и сериалах.

### Личная жизнь
В сентябре 2010 года в СМИ распространилась информация о том, что выходит замуж. Её избранником стал Сергей Мамотов, генеральный директор фирмы Systematic Software Solutions (Russia).
В феврале 2011 года у них родилась дочь Анна-Мария. Но через 8 месяцев девочка умерла от острой вирусной инфекции. Практически сразу после этого Мамотов и Захарова расстались.
6 декабря 2017 года стала мамой во второй раз, родилась девочка.

## Фильмография
- 1995 — Приют комедиантов — Вика
- 1996 — Фильм о тебе (короткометражный)
- 1996 — Старые песни о главном 2 — продавщица цветов (в титрах не указана)
- 1997 — Новогодняя история — невеста
- 1998 — Му-му
- 1998 — Остановка (короткометражный) — Она
- 1998 — Судья в ловушке — Хиллари
- 2000 — Простые истины — Оля
- 2001 — Медики — Нина
- 2001 — Пятый угол — Аня
- 2001 — Дальнобойщики — Юля
- 2001 — Курортный роман — Оля
- 2001 — Яды, или Всемирная история отравлений — актриса в театре Волкова
- 2001 — Борода в очках и бородавочник
- 2001 — На углу, у Патриарших 2 — секретарша Мила
- 2001 — Хозяин империи — Лена Калинина
- 2002 — Главные роли — Ляля Чапалова
- 2002 — Приключения мага — Настя Потапова
- 2002 — Леди на день — Луиза
- 2002 — Спартак и Калашников — Оксана
- 2002 — Юрики — Лена
- 2003 — Тартарен из Тараскона — Мари
- 2003 — Амапола (ТВ) — Ирина
- 2003-2005 — Оперативный псевдоним — Катя
- 2004 — Ералаш (выпуск № 173, сюжет «Грызуны»)[13] — учительница литературы
- 2004 — Опера. Хроники убойного отдела — Зоя
- 2004 — Парни из стали — Юлия
- 2004 — Пепел «Феникса» — Ксения
- 2004 — Красная Луна
- 2004 — Подарок судьбы
- 2004 — Слова и музыка — Карина
- 2005 — Сага древних булгар. Сказание Ольги Святой — Аппак
- 2005 — Тайная стража — Марина
- 2005 — Двое у ёлки, не считая собаки — Подруга Саши
- 2005 — Жених для Барби — Нелечка
- 2006 — Вернуть Веру — Вера Решетникова, фигуристка
- 2006 — Точка
- 2006—2007 — Кадетство — Полина Сергеевна Ольховская
- 2006 — Парадиз — Вика
- 2006 — Парижане — Настя Забавникова
- 2006 — Кто в доме хозяин? — эпизод (нет в титрах)
- 2006 — Под Большой Медведицей — эпизод (нет в титрах)
- 2007 — Закон зайца — Тузлукова Наталья Олеговна, капитан
- 2007 — Погоня за ангелом — Леночка Фомина
- 2007 — Закон и порядок. Преступный умысел — Оксана (нет в титрах)
- 2007 — Молчун — Махова Маша
- 2007 — Путейцы — пассажирка
- 2007 — Сваха — Вика
- 2007 — Скульптор смерти — Галя, любовница Марголина
- 2007 — Удачный обмен — Даша
- 2008 — Золотой ключик — Вера Голубева
- 2008 — Ермоловы — Тоня Ермолова в юности, мать Сергея, дочь Натальи и Константина
- 2008 — И всё-таки я люблю…
- 2008 — Рука на счастье — Дуся
- 2008 — Фотограф — Даша
- 2008 — Шут и Венера — Маргарита-кинозвезда
- 2008 — Я знаю, как стать счастливым! — Катя
- 2009 — Под фонарями (короткометражный)
- 2009 — Принцесса и нищенка — Инга Сенцова, Алёна Крымова
- 2009 — Кремлёвские курсанты — Полина Сергеевна Ольховская
- 2009 — Тихие сосны — Лена
- 2009 — Осенние цветы (ТВ) — Леда Нежина в молодости
- 2010 — Дело Крапивиных — дочь Вересаева
- 2010 — Серафима прекрасная — Ира Долгова
- 2010 — Когда цветёт сирень — Таня, подруга Лены
- 2011 — Бежать — Юлия
- 2011 — Крутые берега — Жанна Калинкина
- 2012 — Шериф 2 — Жанна Юрьевна
- 2012 — Берега — Марина, жена Кирьянова
- 2012 — В Россию за любовью! — Мария
- 2012 — У Бога свои планы — Настя Светлова
- 2013 — Кто-то теряет, а кто-то находит — Люся, бывшая жена Клима
- 2013 — Ледников — Анна Юрьевна Разумовская
- 2013 — 2014 — Женщины на грани — Шурочка Никиткова
- 2013 — Любовь на миллион — Ира
- 2013 — Любовь нежданная нагрянет — Вера
- 2013 — Мама-детектив (4-я серия) — Катя, костюмер на киностудии
- 2014 — Соблазн — Екатерина (Кэти) Тонская
- 2014 — Там, где ты — Настя Фёдорова
- 2015 — Бабоньки — Катерина
- 2015 — Верю не верю — Тамара Григорьева
- 2015 — Искусство побеждать
- 2015 — Джуна — Ольга
- 2015 — Праздник непослушания — мама Маргариты
- 2015 — Точки опоры — Александра
- 2016 — Жемчуга — Ирина
- 2016 — Женщина с лилиями — Света
- 2016 — От первого до последнего слова — Алиса
- 2017 — Домохозяин — Жанна
- 2017 — Как вернуть мужа за 30 дней — Лена
- 2017 — Я любить тебя буду, можно? — подруга Кати
- 2018 — Прощаться не будем — Галина Коростылёва
- 2020 — Спасская — Варвара Геннадьевна Ольшанская
- 2021 — Отель «Феникс» — Мила, мама Леры Пичугиной
- 2021 — Пригласи в дом призрака — Алла Фатеева, директор артсалона
- 2022 — Ёлки 9
- 2023 — Родные люди (новелла «Москва. Вальсы») — Светлана

## Клипы
- Руки Вверх: «Назови его как меня» (1999 год)

## Телешоу
- 2006 — Звёзды на льду
- 2009 — Танцы со звёздами
- 2012 — Битва Экстрасенсов (Украина), 10 сезон — член жюри

## Участие в проекте
- 2004 год: Форт Боярд в 12-м выпуске играл команд и участников: Марат Кашин, Любовь Толкалина, Андрей Чернышёв, Лика Кремер и Аркадий Цырульников; выигрыш 84 200 руб.
- 2004 год: Фактор страха в 7-м выпуске 2 мая; участники: Карен Ваграмян, Алексей Захарчук, Эвелина Блёданс, Светлана Кряженко, Андрей Гордеев
- 2006 год: Большие гонки в 8-м выпуске 4 ноября; команда «Джентльмены удачи»: Стас Пьеха, Иван Кокорин, Дина Корзун, Анна Большова, Алексей Селиверстов, Филипп Егоров, Вадим Наумов, Ирина Аверьянова, Андрей Наухатский, Андрей Акимов и Борис Смолкин
- 2007 год: К доске в выпуске 14 января Первый урок 15 и второй урок 5
- 2008 год: К доске в выпуске 15 июня Первый урок -9 и второй урок 11
- 2008 год: Кто умнее пятиклассника? в выпуске 29 июня ответила на 7 вопросов и выигрыш: 25 000 руб.
- 2009 год: Сокровище нации в выпуске 19 июля; команда взрослых: Марина Яковлева, Владимир Долинский, Анна Терехова и Екатерина Никитина
- 2010 год: Ты и я в выпуске 7 ноября вместе Сергеем Мамотовым; выигрыш 80 000 руб.
- 2014 год: Большие гонки в 8-м выпуске 2 ноября Команда «Пусть говорят»: Макар Запорожский, Олег Тактаров, Стас Костюшкин, Олег Макаров, Лера Кудрявцева, Ирина Першина, Светлана Феофанова, Анастасия Барышникова, Николай Полухин, Кирилл Жинкин, Артём Суконов, Ирина Скворцова и Андрей Малахов
- 2014 год: Кто хочет стать миллионером? в выпуске 29 ноября вместе с Татьяной Судец ответили на 11 вопросов и проиграли: выигрыш 0 руб.
- 2019 год: Всемирные игры разума в выпуске 28 июня выигрыш 12 000 рублей и покинули проект
- 2020 год: Назад в будущее в выпуске 10 декабря «Просто рыжие» с Анной Чуриной победила, выиграв 49 000 руб.
- 2021 год: Назад в будущее в выпуске 20 сентября «Театр ШСП» и Иосифом Райхельгаузом победила, выиграв 50 000 руб.

## Реклама
- Шоколад «Hershey's»
- Конфеты «Красный Октябрь»
- Средство для мытья посуды «Fairy»

## Признание и награды
- приз Гатчинского кинофестиваля за роль Мари в фильме «Тартарен из Тараскона»
- театральная премия «Чайка» за роль Офелии в постановке «Гамлет» режиссёра Петера Штайна, 1999 год
- приз журнала «Огонёк» «Открытие Года», 1999
- почётное звание «Почётный деятель искусств города Москвы» (2018)[14][15]